# Jonathan Bonilla
Jonathan Bonilla (Quilpué, Chile, 24 de abril de 1997) es un futbolista chileno. Juega como Volante en San Luis de Quillota de la Primera B de Chile.

## Clubes
| Club     | País  | Año           |
| -------- | ----- | ------------- |
| San Luis | Chile | 2016-presente |